# John G. Kemeny
John George Kemeny (Kemény János György) (31 de mayo de 1926 - 26 de diciembre de 1992) fue un informático y profesor nacido en Budapest (Hungría), conocido como uno de los dos desarrolladores del lenguaje de programación BASIC (el Dartmouth BASIC) en 1964 junto con Thomas Eugene Kurtz. Fue también el decimotercer presidente de la universidad "Dartmouth College" entre 1970 y 1981 y fue pionero en el uso de los ordenadores en la educación. Kemeny presidió la comisión que investigó el accidente de la planta nuclear de "Three Mile Island" en 1979.
John Kemeny realizó sus estudios primarios en Budapest, emigrando a los Estados Unidos en el año 1940. Su familia se instaló en la ciudad de Nueva York, donde realizó sus estudios de secundaria. Estudió matemáticas y filosofía en la Universidad de Princeton pero dejó los estudios durante un año para trabajar en el proyecto Manhattan (Manhattan Project) en Los Álamos. Su jefe fue Richard Feynman, Premio Nobel de Física en 1965. También trabajo con John von Neumann. Al volver a Princeton, Kemeny se graduó en 1947 y trabajó en su doctorado bajo la supervisión de Alonzo Church. Kemeny se doctoró en 1949 con una disertación titulada Type-Theory vs Set-Theory.
Kemeny fue destinado al Departamento de Matemáticas de Dartmouth en 1953. Dos años después fue nombrado director del Departamento y ocupó el puesto hasta 1967. Fue el presidente de Dartmouth desde el año 1970 hasta el 1981. En 1982 volvió a dedicar todo su tiempo a dar clases, aunque nunca abandonó del todo la docencia durante los años en los que ocupó el puesto de presidente.
Kemeny y Kurtz fueron pioneros en el uso de los ordenadores para la gente fuera del área de ciencias de la computación o con conocimientos básicos. Después de  experimentos con el LGP-30, inventaron el conocido lenguaje de programación BASIC en 1964, con el fin de facilitar los problemas de complejidad de otros lenguajes y diseñado para usuarios con pocos conocimientos. También crearon uno de los primeros sistemas de tiempo compartido del mundo, el Sistema de Tiempo-Compartido de Dartmouth (Dartmouth Time-Sharing System, DTSS).

## Primeros años

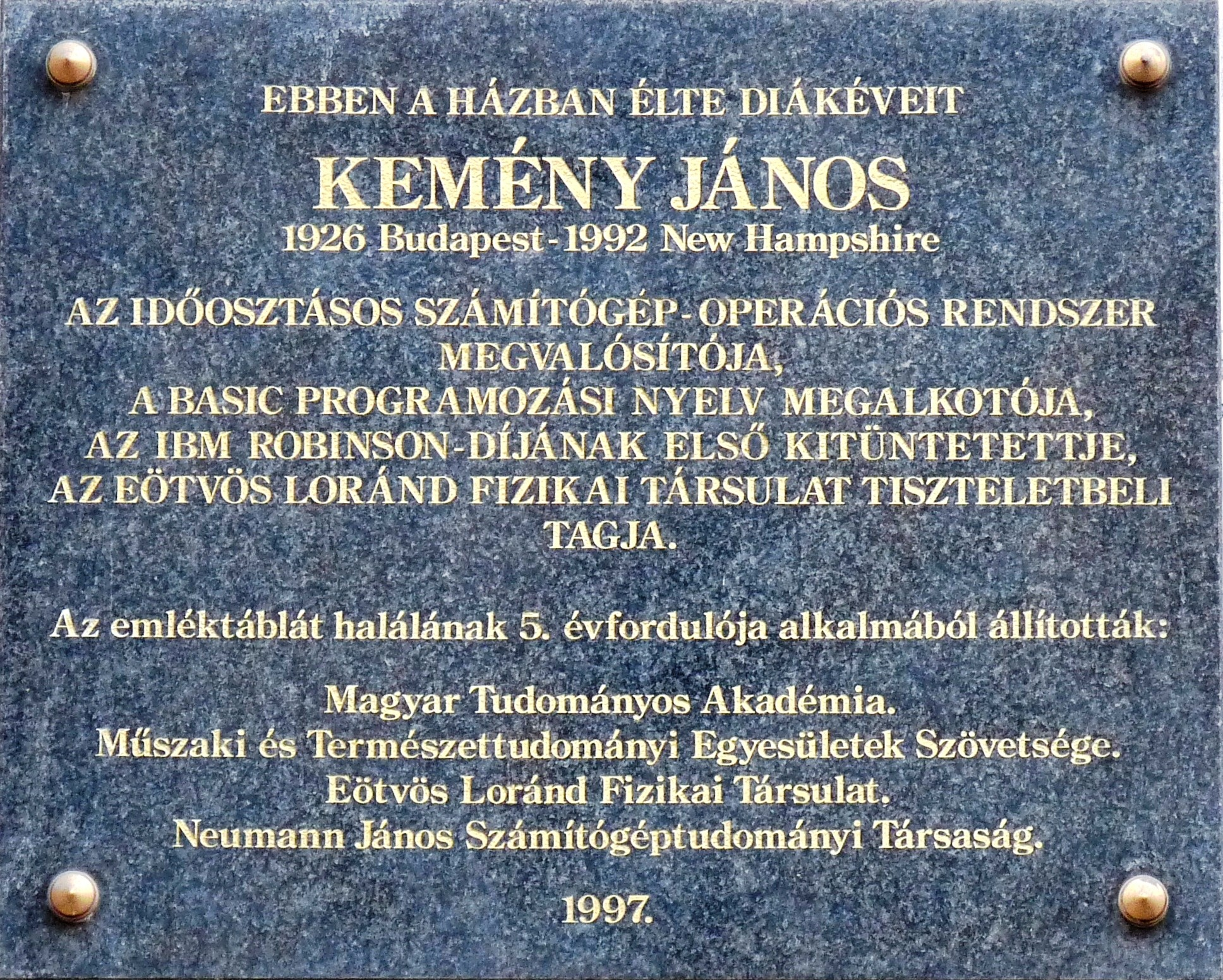
Placa conmemorativa fijada a la pared de su antiguo domicilio en Budapest. El texto dice: (...), creador del lenguaje de programación BASIC, primer galardonado con el premio IBM ROBINSON y miembro de la Sociedad Física EÓTVOS LÓRAND. Placa erigida por: Academia Húngara de Ciencias, Federación de Asociaciones Técnicas y de Ciencias Naturales, Sociedad de Física Eótvos Loránd, Sociedad de Ciencias Informáticas John Neumann, 1977.

Nacido en Budapest (Hungría) en el seno de una familia judía, Kemeny asistió a la escuela primaria privada Rácz de Budapest y fue compañero de clase de Nándor Balázs. En 1938, su padre se marchó solo a Estados Unidos. En 1940, se llevó a toda la familia Kemeny a Estados Unidos cuando la aprobación de la segunda ley antijudía en Hungría se hizo inminente. Su abuelo, sin embargo, se negó a marcharse y fue asesinado en el Holocausto, junto con una tía y un tío. La familia de Kemeny se instaló en Nueva York, donde el asistió al instituto George Washington. Se graduó con los mejores resultados de su clase tres años después.
En 1943, Kemeny ingresó en la Universidad de Princeton, donde estudió matemáticas y filosofía, pero se tomó un año sabático durante sus estudios para trabajar en el Proyecto Manhattan en el Laboratorio Nacional de Los Álamos, donde su jefe fue Richard Feynman. También trabajó allí con John von Neumann. Allí fue cuando Kemeny entró en contacto por primera vez con la idea de que los ordenadores podían almacenar datos y programas al mismo tiempo gracias a von Neumann, en una conferencia que dio en 1946 en Los Álamos. Kemeny había hecho muchos cálculos en Los Álamos. De vuelta a Princeton, Kemeny se licenció en Matemáticas en 1946 tras realizar una tesis titulada "Sistemas lógicos equivalentes", bajo la supervisión de Alonzo Church,. y continuó sus estudios de posgrado en Princeton, donde se doctoró en Matemáticas en 1949. Se doctoró en Matemáticas en 1949 tras completar una tesis doctoral titulada "Type-theory vs. set-theory" (Teoría de tipos frente a teoría de conjuntos), también bajo la supervisión de Alonzo Church. Trabajó como asistente matemático de Albert Einstein durante sus estudios de posgrado.

## Primeros años de carrera profesional
Kemeny fue nombrado profesor titular del Departamento de Matemáticas de Dartmouth en 1953, a la edad de 27 años. Dos años más tarde fue nombrado director del departamento, cargo que ocupó hasta 1967. Kemeny se aventuró en el desarrollo curricular cuando introdujo los cursos de matemáticas finitas. Su primera oportunidad de utilizar un ordenador llegó en 1953. Tenía una visión premonitoria del impacto que tendrían los ordenadores en la sociedad y se propuso facilitar a los estudiantes el acceso a la nueva tecnología. Era una tarea difícil en una época en la que los únicos ordenadores disponibles costaban millones de dólares y utilizaban lenguajes relativamente difíciles de aprender. Pero Kemeny convenció a la administración de Dartmouth para que hiciera la inversión. Desde el punto de vista científico formó equipo con Gerald L. Thompson y J. Laurie Snell para escribir Introducción a las matemáticas finitas (1957) para estudiantes de biología y ciencias sociales. Los profesores del departamento de matemáticas de Dartmouth también escribieron Finite Mathematical Structures (1959) y Finite Mathematics with Business Applications (1962). Otras facultades y universidades siguieron este ejemplo y se compusieron varios libros de texto más de Matemáticas Finitas en otros lugares. El tema de las cadenas de Markov era especialmente popular, por lo que Kemeny se asoció con J. Laurie Snell para publicar Finite Markov Chains (1960) con el fin de ofrecer un libro de texto universitario introductorio. Teniendo en cuenta los avances en el uso de la teoría de potenciales obtenidos por G. A. Hunt, escribieron Denumerable Markov Chains en 1966. A este libro de texto, adecuado para seminarios avanzados, le siguió una segunda edición en 1976 en la que se incluyó un capítulo adicional sobre campos aleatorios de David Griffeath.
Kemeny y Kurtz fueron pioneros en el uso de ordenadores para la gente corriente. Tras sus primeros experimentos con ALGOL 30 y DOPE en el LGP-30, inventaron el lenguaje de programación BASIC en 1964, así como uno de los primeros sistemas de tiempo compartido del mundo, el Dartmouth Time-Sharing System (DTSS). Fue el primer sistema de tiempo compartido a gran escala que se implementó con éxito y también fue el sistema para el que se desarrolló el lenguaje BASIC. Kemeny fomentó activamente los juegos en la plataforma DTSS y consideró que era una de las principales razones del éxito del sistema DTSS. DTSS se desarrolló de manera continua durante la década siguiente, se volvió a implementar en varias generaciones de computadoras y finalmente se clausuró en 1999. En 1974, la Federación Americana de Sociedades de Procesamiento de la Información concedió un premio a Kemeny y Kurtz en la Conferencia Nacional de Informática por su trabajo en BASIC y el tiempo compartido. BASIC fue el lenguaje utilizado en la mayoría del software escrito durante el auge del Apple II, el Commodore 64, el TRS-80 y los PC IBM a lo largo de los años 80.

## Presidencia en Dartmouth
Si se puede decir que William Jewett Tucker refundó Dartmouth College, realmente podemos decir que fue John Kemeny quien comenzó la transformación de la institución. Húngaro de nacimiento, educado en Princeton y un matemático estimado, su nombramiento fue tomado con entusiasmo por la facultad, pero con escepticismo por parte de los exalumnos, algunos de los cuales pensaron que él no podía entender la experiencia de Dartmouth. Aun así, cosechó gran éxito en la realización de los ambiciosos objetivos de su presidencia, impartiendo dos cursos por año, y nunca omitiendo una clase. 
Invirtiendo una tradición de 203 años de educación unisexual, John Kemeny presidió la introducción de la coeducación de Dartmouth en 1972. La idea de transformar Dartmouth de una escuela sólo para varones a una institución mixta había estado rondando durante casi una década, pero cuando Kemeny asumió el cargo, la cuestión no era tanto si se haría sino cómo hacerlo sin reducir el número de plazas disponibles para los hombres. Su respuesta fue aumentar el alumnado. Pero ¿cómo hacerlo y no arruinarse construyendo nuevos dormitorios y aulas? La solución de Kemeny fue el Plan Dartmouth (también conocido como el Plan D), según el cual la universidad funcionaría todo el año en cuatro trimestres académicos. El aumento de las oportunidades fuera del campus (prácticas, voluntariado, estudios en el extranjero) significaba que el número de estudiantes en el campus en cualquier trimestre no sería mayor que antes. En 1972, las mujeres pudieron realizar, como los hombres, la búsqueda de un título de grado en Darmouth. La promoción de 1976 fue la primera clase mixta en la historia de Darmouth.
Durante su administración, Dartmouth se hizo más activo al reclutar y conservar estudiantes poco agraciados y reanimó su compromiso de fundación de proporcionar la educación para indios americanos. Es codesarrollador, con Thomas Eugene Kurtz, del lenguaje de programación de lenguaje BASIC, el presidente Kemeny hizo de Dartmouth un pionero en el empleo de ordenadores en la enseñanza, comparando el conocimiento de la informática con la lectura del alfabetismo.
Durante lo que era, para la mayoría de los colegios americanos y universidades, un período tumultuoso de protesta de estudiantes, Dartmouth disfrutó de un período de relativa calma en gran parte gracias a la gestión de John Kemeny.

## Origen del lenguaje BASIC
Kemeny era el presidente del Departamento de Matemáticas del Dartmouth College. Basándose en gran medida en su reputación como innovador en la enseñanza de las matemáticas, en 1959 el college ganó un premio de la Alfred P. Sloan Foundation de 500.000 dólares para construir un nuevo edificio para el departamento. Thomas E. Kurtz se había incorporado al departamento en 1956, y a partir de los años sesenta Kemeny y Kurtz coincidieron en la necesidad de alfabetizar en programación a los estudiantes ajenos a los campos tradicionales de STEM. Kemeny señaló más tarde que «Nuestra visión era que todos los estudiantes del campus deberían tener acceso a un ordenador, y cualquier miembro del profesorado debería poder utilizar un ordenador en el aula siempre que fuera apropiado. Así de sencillo».
Kemeny y Kurtz ya habían realizado dos experimentos previos con lenguajes simplificados, DARSIMCO (Código Simplificado de Dartmouth) y DOPE (Experimento de Programación Sobre-Simplificada de Dartmouth). No pasaron de una sola clase de primer año. Siguieron nuevos experimentos con Fortran y ALGOL, pero Kurtz llegó a la conclusión de que estos lenguajes eran demasiado complicados para lo que deseaban. Como señaló Kurtz, Fortran tenía numerosos comandos de forma extraña, en particular una «convención casi imposible de memorizar para especificar un bucle»: DO 100, I = 1, 10, 2. ¿Es '1, 10, 2' o '1, 2, 10', y es necesaria o no la coma después del número de línea?"
Además, la falta de cualquier tipo de respuesta inmediata era un problema clave; las máquinas de la época utilizaban procesamiento por lotes y tardaban mucho tiempo en completar la ejecución de un programa. Mientras Kurtz visitaba el MIT, John McCarthy sugirió que el tiempo compartido ofrecía una solución; una sola máquina podía dividir su tiempo de procesamiento entre muchos usuarios, dándoles la ilusión de tener un ordenador (lento) para ellos solos.  Los programas pequeños devolverían resultados en pocos segundos. Esto llevó a un creciente interés en un sistema que utiliza el tiempo compartido y un nuevo lenguaje específicamente para su uso por estudiantes no-STEM.
Kemeny escribió la primera versión de BASIC. El acrónimo BASIC provino de un trabajo sin publicar de Thomas Kurtz. El nuevo lenguaje seguía en gran medida el modelo de FORTRAN II; las sentencias eran de una en una, se utilizaban números para indicar el destino de los bucles y las ramas, y muchos de los comandos eran similares o idénticos a los de Fortran. Sin embargo, se modificó la sintaxis siempre que pudiera ser mejorada. Por ejemplo, el lazo  DO que pudiera ser difícil de recordar fue reemplazado por el mucho más fácil de recordar FOR I = 1 TO 10 STEP 2, y el número de línea utilizado en el DO se indicó en cambio con el código NEXT I. De manera similar, la sentencia críptica de FORTRAN IF, cuya sintaxis se adaptaba a una instrucción específica de la máquina en la cual se escribió originalmente, se convirtió en IF I=5 THEN GOTO 100 el cual es notablemente más simple. Estos cambios hicieron que el lenguaje fuera mucho menos idiosincrásico, sin dejar de tener una estructura general y una sensación similar al FORTRAN original..
El proyecto recibió una subvención de 300.000 dólares de la National Science Foundation, con la que se adquirió un ordenador GE-225 para el procesamiento y un procesador en tiempo real Datanet-30 para manejar las teleimpresoras Teletype Model 33 utilizadas para la entrada y salida de datos. Un equipo de una docena de estudiantes universitarios trabajó en el proyecto durante aproximadamente un año, escribiendo tanto el sistema DTSS como el compilador BASIC. La primera versión del lenguaje BASIC se publicó el 1 de mayo de 1964.
Inicialmente, BASIC se concentró en el soporte de trabajos matemáticos sencillos, con soporte aritmético de matrices desde su implementación inicial como lenguaje por lotes, y la funcionalidad de cadenas de caracteres se añadió en 1965. El uso en la universidad se expandió rápidamente, lo que obligó a sustituir la CPU principal por una GE-235,  y aún más tarde por una GE-635. A principios de la década de 1970 había cientos de terminales conectados a las máquinas en Dartmouth, algunos de ellos de forma remota.
Deseosos de generalizar el uso del lenguaje, sus diseñadores pusieron el compilador a disposición de los usuarios de forma gratuita. En la década de 1960, el software se convirtió en un producto de pago; hasta entonces, se ofrecía gratuitamente como un servicio con ordenadores caros, normalmente disponibles sólo en régimen de alquiler. También lo pusieron a disposición de los institutos de la zona de Hanover, New Hampshire y de toda Nueva Inglaterra en terminales teleimpresoras Teletype Modelo 33 y Modelo 35 conectadas a Dartmouth a través de líneas telefónicas de acceso telefónico, y dedicaron un esfuerzo considerable a la promoción del lenguaje. En los años siguientes, a medida que aparecían otros dialectos de BASIC, el dialecto BASIC original de Kemeny y Kurtz pasó a conocerse como BASIC de Dartmouth.

## Vida personal
John Kemeny era un joven profesor de filosofía en la Universidad de Princeton cuando encontró como estudiante a su futura esposa, Jean. Cuando se casaron en 1950 él tenía 23 años y ella 19. Sus dos hijos, Jennifer (nacida en 1976) y Robert (nacido en 1977), son ambos exalumnos de Dartmouth College.